# Simon Swerting
Simon Swerting (* vor 1340 vermutlich in Visby; † nach 1388 vermutlich in Lübeck) war ein Kaufmann und ein Bürgermeister der Hansestadt Lübeck.

## Leben
Simon Swerting war der Sohn des später ermordeten Ratsherrn und Bürgermeisters der Stadt Visby, Hermann Swerting, und ein Bruder des Stralsunder Ratsherrn Gregor Swerting. Er war u. a. verheiratet mit Hedwig von Attendorn.
Swerting war zumindest seit 1364 Ratsherr und wurde im Jahr 1370 vom Rat der Stadt zum Bürgermeister erwählt. Er war nach seinem Onkel Jakob Pleskow einer der bedeutenden militärischen Anführer der Stadt seiner Zeit und einer der bedeutenden Diplomaten der Hanse im letzten Viertel des 14. Jahrhunderts.
Swerting übernahm als Bürgermeister sogleich den Oberbefehl über die Lübecker Flotte gegen König Waldemar IV. von Dänemark. Auch die Territorialtruppen, die Lübeck im Jahr 1377 Kaiser Karl IV. zur Belagerung der Festung Dannenberg zur Verfügung stellte, standen unter seinem Oberbefehl.
Er war Vertreter der Stadt auf vielen Hansetagen der Jahre 1364 bis 1388.
Als diplomatischer Vertreter der Stadt und der Hanse war er im Ersten Waldemarkrieg 1364 an Friedensverhandlungen mit König Waldemar IV. in Stralsund beteiligt, die im folgenden Jahre zum Frieden von Vordingborg (1365) führten, im Jahr 1375 für die Hansestädte in Brügge zur Wahrung der Interessen des dort bedrängten Kontors, anschließend bei König Karl V. von Frankreich und bei König Eduard III. von England. Von diesem nahm er als Geschenk an die Stadt eine Reliquie des heiligen Thomas von Canterbury für die St.-Gertrud-Kapelle entgegen. Im Jahr 1381 war er Gesandter in Schonen, 1384 in Falsterbo und im Jahr 1385 zu Verhandlungen bei Graf Adolf VII. von Holstein in Bad Oldesloe.
1387 war Swerting erneut als Gesandter der Hansestädte in Flandern zu Verhandlungen in Antwerpen und mit Graf Albrecht I. von Holland in Dordrecht.
Als Schlichter vermittelte er 1383 zwischen dem Ritter von Lützow und dem Rat der Stadt Slagelse.
Die Summe, die als Sühne für die Ermordung seines Vaters gezahlt wurde, verwandte er gemeinsam mit seinem Bruder zum Ankauf des Gutes Ovendorf, dessen Einkünfte einer Vikarie überwiesen wurden, die zu Ehren seines Vaters in einer zu Wisby erbauten Sühnekapelle errichtet ward.